# Chris Fillmore
Christopher Fillmore (Oxford, 5 gennaio 1987) è un pilota motociclistico statunitense partecipante al campionato AMA Supermoto. È uno dei più giovani superiders statunitensi (debuttò nell'AMA Supermoto a 16 anni).
Dal 2003 ha corso nel Team KTM Red Bull HMC, con una breve parentesi in Honda Troy Lee Designs.
Nel 2009 è passato nel campionato AMA Daytona Sportbike, e nel 2011 nel Campionato AMA Superbike su KTM RC8 (classificandosi ventunesimo con 29 punti).

## Palmarès
- 2003: 20º posto Campionato AMA Supermoto (su KTM)
- 2003: 6º posto Campionato AMA Supermoto Unlimited (su KTM)
- 2004: 7º posto Campionato AMA Supermoto (su KTM)
- 2004: 18º posto X-Games Supermoto di Los Angeles (su KTM)
- 2005: 3º posto Campionato AMA Supermoto (su KTM)
- 2005: 7º posto X-Games Supermoto di Los Angeles (su KTM)
- 2006: 3º posto Campionato AMA Supermoto (su Honda)
- 2006: 11º posto X-Games Supermoto di Los Angeles (su Honda)
- 2007: 4º posto Campionato AMA Supermoto (su KTM)
- 2007: 20º posto X-Games Supermoto di Los Angeles (su KTM)
- 2008: 7º posto Navy Moto-X World Championship (su KTM)
- 2008: 2º posto Campionato AMA Supermoto (su KTM)
- 2009: 17º posto Campionato AMA Daytona Sportbike (su Yamaha)
- 2009: 13º posto Superbikers di Mettet (su KTM)
- 2009: 17º posto Campionato AMA Daytona SportBike
- 2010: 10º posto Campionato AMA Daytona SportBike